# Don't Phunk with My Heart
«Don't Phunk with My Heart» (en español: «No Juegues Con Mi Corazón») es el primer sencillo del disco Monkey Business, cuarto álbum de estudio de la banda estadounidense The Black Eyed Peas. La canción es más conocida por el uso ambiguo de la palabra "phunk". En la versión de radio se sustituye esta palabra por "mess".

## Información de la canción
La canción fue escrita por will.i.am, Stacy Ferguson, P. Board, G. Pajon Jr, Full Force y producida por Will.i.am. Aunque la canción está creada a partir del tema "Aye Naujawan Hai Sab Kuchch Yahan," de la película de 1972 "Apradh", la intro de la canción está extraída de la banda sonora de otra película india, "Yeh Mera Dil". En esta canción también se escucha decir "I Wonder If I Take You Home". Esta parte fue extraída de la canción de mismo título compuesta por Lisa Lisa y Cult Jam.
La pista a va de que Will.i.am, Apl.de.ap y Taboo muestran un cierto interés romántico sobre Fergie. Esta sin embargo no está muy convencida, aunque se siente atraída por ellos no ve claro su futuro juntos. Ella duda de que si después de "llevarlos a casa" ellos la abandonaran. Los hombres tratan de tranquilizarla diciéndole que están enamorados de ella y que no solo quieren sexo. Fergie prefiere ser prudente y les advierte que "no jodas a mi corazón" ("No, no, no, no....don't phunk with my heart!")
Se cree que la palabra "phunk" se utiliza como un eufemismo de la palabra "fuck" (joder). La frase "don't fuck with my heart" podría equivaler a "no confundas mis sentimientos" o a "no lies a mi corazón", aunque literalmente sería "No folles/jodas con mi corazón". Diversas estaciones de radio consideraron que la palabra "phunk" sonaba casi igual que "fuck" y consideraron de muy mal gusto esta canción. Para solucionar este proble The Black Eyed Peas grabó una versión de radio que sustituía la palabra "phunk" por "mess". Esta versión se tituló " Don't Mess with My Heart ".
Un probable significado de "phunk" puede referirse a la palabra injusticia. La palabra también tiene connotaciones de la evasión o la cobardía. Otra versión es que se usa esta palabra simplemente como referencia a su anterior álbum "ElePHUNK". El significado exacto de la palabra Phunk es "mezcla de sonidos como el blues, jazz o Soul ".
Don't Phunk with My Heart fue nominada a dos premios Grammy en el año 2006 de los cuales se llevó el de " Mejor actuación por un dúo o grupo"
La canción fue copiada por T.R. Silambarasan para ser utilizada en la película Saravanan.

## Video musical
El video es una parodia de los programas de TV como "el precio justo", "The Dating Game" y "Love Connection".
Tres chicos del público (que son en realidad sus compañeros de banda) son escogidos para tener una cita con Fergie. Ellos hacen girar una ruleta para averiguar como será su cita. Al mismo tiempo, el presentador (que es will.i.am) sabotea la cita con sus poderes vudú (por ejemplo, hace que Taboo toque a otras chicas mientras está con Fergie). El presentador hace trampas para que a él le toque una cita con Fergie. El público no lo aprueba y empieza a abuchearlo. Entonces él le dice algo a la chica al oído y ella cae enamorada de él. Luego él la coge en brazos y son transportados hacia otro lugar.

## Lista de canciones
- Sencillo en CD

1. «Don't Phunk With My Heart»        (4:03) 
2. «Bend Your Back» (bonus track)     (3:43)
3. «Don't Phunk With My Heart» (music video)
- iTunes  CD

1. «Don't Phunk With My Heart»       (4:03)
2. «Don't Phunk With My Heart» (Chicago House Remix)   (3:46)
3. «Bend Your Back» (Non LP- Version)      (3:43)

## Posicionamiento
| Argentina Top 40 Singles Chart    | 1  |                        |   |
| Australian ARIA Singles Chart     | 1  |                        |   |
| Austrian Singles Chart            | 5  |                        |   |
| Belgian Top 50 Singles Chart      | 4  |                        |   |
| Spain Los 40 Principales          | 1  |                        |   |
| Belgian Ultratop 40 Singles Chart | 8  |                        |   |
| Canadian Singles Chart            | 1  |                        |   |
| Colombia Top 100                  | 6  |                        |   |
| Danish Singles Chart              | 2  |                        |   |
| Dutch Singles Chart               | 2  |                        |   |
| Eurochart Hot 100 Singles         | 3  |                        |   |
| Finnish Singles Chart             | 1  |                        |   |
| French SNEP Singles Chart         | 7  |                        |   |
| Israeli Singles Chart             | 1  |                        |   |
| Italian Singles Chart             | 4  |                        |   |
| Latin America Top 40              | 2  |                        |   |
| Latvian Airplay Top               | 3  |                        |   |
| Lithuania Airplay Chart           | 1  |                        |   |
| New Zealander Singles Chart       | 1  |                        |   |
| Norwegian Singles Chart           | 4  |                        |   |
| Singapore Top 20 Singles          | 1  |                        |   |
| Swedish Singles Chart             | 6  |                        |   |
| Swiss Singles Chart               | 3  |                        |   |
| UK Singles Chart                  | 3  | U.S. Billboard Hot 100 | 3 |
| U.S. Billboard Pop 100            | 2  |                        |   |
| U.S. Billboard Hot Rap Tracks     | 22 |                        |   |
| U.S. Billboard Latin Pop Airplay  | 32 |                        |   |
| Thailand Pop/ Rock music          | 1  |                        |   |

## Versión de Amatory
La banda rusa de metalcore Amatory grabó una versión de la canción que aparece en su EP de covers Discovery, como "Don't Fuck with My Heart".